# Efferia caymanensis
Efferia caymanensis là một loài ruồi trong họ Asilidae. Efferia caymanensis được Scarbrough miêu tả năm 1988. Loài này phân bố ở vùng Tân nhiệt đới.